# Akira Endō

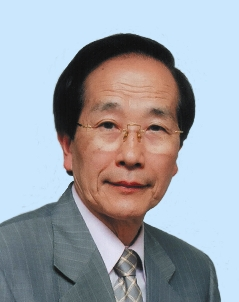
Akira Endō

Akira Endō (jap. 遠藤 章, Endō Akira; * 14. November 1933 in Higashiyuri (heute: Yurihonjō), Präfektur Akita; † 5. Juni 2024 in Tokio) war ein japanischer Biochemiker, Professor an der Tokyo University of Agriculture and Technology (engl. für Tōkyō Nōkō Daigaku) und Direktor des Unternehmens Biopharm Research Laboratories (engl. für 株式会社バイオファーム研究所, K.K. Biopharm Kenkyūjo).

## Leben
Endō erwarb an der Landwirtschaftlichen Fakultät der Universität Tōhoku in Sendai 1957 einen B.A. und 1967 einen Ph.D. in Biochemie. Endō machte ab 1957 in der Forschungsabteilung des Pharmaunternehmens Sankyō Karriere. Ein Forschungsaufenthalt führte ihn zwischen 1966 und 1968 an das Albert Einstein College of Medicine in New York City. 1979 übernahm Endō eine Professur (Associate Professor) an der Tokyo University of Agriculture and Technology in Fuchū (Präfektur Tokio), ab 1986 als ordentlicher Professor. Nach seiner Emeritierung 1997 übernahm er die Leitung des Unternehmens Biopharm Research Laboratories in Mitaka, Präfektur Tokio.
2009 wurde er Gastprofessor am Institute of Innovation Research der Hitotsubashi-Universität.

## Wirken
Endō testete Anfang der 1970er Jahre für das Unternehmen Sankyō systematisch rund 6.000 Extrakte aus verschiedenen Pilzen. 1976 identifizierte er eine Substanz mit dem Labornamen ML-236B aus Penicillium citrinum, die eine hohe Affinität zur HMG-CoA-Reduktase hatten, einem Enzym mit Schlüsselfunktion in der Synthese des Cholesterins. In anderen Laboratorien war diese Substanz – unter dem Namen Compactin schon isoliert worden, war aber nicht weiterverfolgt worden, weil sie nur eine geringe Wirkung auf die Cholesterinwerte der Versuchs-Ratten hatte. Endō konnte aber zeigen, dass ML-236B bei Affen und Hunden, deren Blutfette denen des Menschen ähnlicher sind, das Serum-Cholesterin senkt. 1980 wurde die Substanz erstmals erfolgreich bei Menschen mit familiärer Hypercholesterinämie eingesetzt.
Endō führte chemische, biochemische und pharmakologische Studien zu ML-236B und ähnlichen weiteren Cholesterin-senkenden Substanzen durch, die heute unter der Gruppenbezeichnung Statine bekannt sind. Statine gehören heute zu den wichtigsten – und umsatzstärksten – Medikamenten in der Behandlung der koronaren Herzkrankheit (KHK).
Unter anderem auf Endōs Arbeiten stützten sich auch Michael S. Brown und Joseph L. Goldstein, die für ihre Forschungen zum Cholesterin-Stoffwechsel 1985 mit dem Nobelpreis für Physiologie oder Medizin ausgezeichnet wurden.

## Auszeichnungen (Auswahl)
- 1987 Heinrich-Wieland-Preis[3]
- 1999 Warren Alpert Foundation Prize
- 2006 Japan-Preis[4]
- 2006 Massry-Preis[5]
- 2008 Albert Lasker Award for Clinical Medical Research[6]
- 2011 Ernennung zur Person mit besonderen kulturellen Verdiensten
- 2011 Mitglied der National Academy of Sciences
- 2012 Ehrendoktorwürde der University of Pennsylvania[7]
- 2014 Prinz-Mahidol-Preis
- 2017 Canada Gairdner International Award